# Peach Springs, Arizona
Peach Springs je naseljeno područje za statističke svrhe u američkoj saveznoj državi Arizona. Prema popisu stanovništva iz 2010. u njemu je živjelo 1,090 stanovnika.